# Never Back Down
Never Back Down (titulada: Rompiendo las reglas en España y Rendirse jamás en Hispanoamérica) es una película estadounidense de 2008, dirigida por Jeff Wadlow. Está protagonizada por Sean Faris, Evan Peters, Djimon Hounsou, Amber Heard, Cam Gigandet y Leslie Hope en los papeles principales.
Galardonado con el Premio MTV Movie 2008 : a la mejor pelea (Sean Faris y Cam Gigandet)

## Argumento
Jake Tyler recientemente se ha mudado a Orlando, Florida, con su familia para apoyar a su hermano menor en una carrera como tenista profesional. Jake era una estrella atleta en el equipo de fútbol americano de su casa, pero en esta nueva ciudad es un extranjero con una reputación por ser un luchador de mal genio después de ver un vídeo de él en Internet comenzando una pelea en un juego de fútbol, porque uno de sus oponentes hizo un comentario sobre su padre muerto por los efectos del alcohol y este vídeo circula en su nueva escuela.
Tratando de hacer un intento por encajar, en la invitación de una compañera de clase, Baja Miller, Jake va a una fiesta donde es obligado a una pelea con el campeón de artes marciales irlandés-estadounidense de la escuela, Ryan McCarthy. Al comienzo, Jake no desea pelear, hasta que Ryan se burla de él sobre su padre que murió mientras conducía ebrio con Jake en el auto, a lo que Jake acepta pelear contra él. Creyendo que ganaría el combate, empieza la pelea lanzando golpes sin llegar a tocar a Ryan; este al ser un experto en artes marciales usa la fuerza de Jake en su contra finalmente hiriéndole la pierna, lo que le permite derribarlo y una vez en el suelo comenzar a golpearlo. Creyendo haberle dado el golpe final, Ryan se burla de él, pero al no querer ser humillado frente a todos, Jake se levanta para demostrar que no esta vencido, cosa que Ryan aprovecha para seguir divirtiéndose con él, golpeándolo y humillándolo para finalmente acabarlo de una patada en la cara. Un compañero de clase, Max Cooperman (que luego se convierte en uno de sus mejores amigos), lo ayuda y lleva a un Jake derrotado a su casa ocultando a su madre lo que en realidad pasó, se presenta con Jake y le advierte que Ryan es experto en kárate y le habla sobre un deporte conocido como artes marciales mixtas (MMA). Él ve a una estrella en Jake y le pide que conozca a su mentor, Jean Roqua. Es inmediatamente aparente que para Jake estas artes marciales mixtas no son peleas de calle, sino una forma de arte de lo que él quiere dominar. Roqua está de acuerdo en tomar a Jake como un alumno, pero bajo la condición que Jake no puede pelear fuera del gimnasio, a lo que Jake está también de acuerdo, aunque sabe que desea enfrentar a Ryan de todas formas. Baja intenta disculparse con Jake, pero él no quiere simpatizar con ella y se niega a perdonarla. Baja luego se enfrenta a Ryan sobre la pelea humillante que tuvo con Jake y luego procede a terminar su relación. Ryan comienza a crear una escena ante toda la escuela, pero Jake sale a defender a Baja. Después que Ryan lo insulta de nuevo y se va, Jake intenta entrenar con Roqua mientras todavía sigue enojado con el incidente, pero Roqua hace que Jake se vaya para «calmarse».
Después que él y Max dejan el gimnasio, Jake tiene una pelea con un grupo de chicos en una Hummer H2 mientras Max lo filma. Este vídeo de nuevo circula en la escuela y eleva el estado social de Jake, pero solo para hacer enojar a Ryan. Harto de esto, Ryan acorrala a Jake en un baño, lo derriba fácilmente, posando con un pie sobre el pecho de Jake le demuestra que él sigue venciéndolo y lo reta para estar en el Beatdown, un campeonato de lucha en que Ryan es el ganador. Después de haber sido desterrado del gimnasio por Roqua después que descubre su pelea, Jake ruega por perdón diciendo que su rabia desaparece cuando entrena con Roqua. Después que Roqua está de acuerdo para que Jake entrene de nuevo, Jake se prepara para competir en el Beatdown. Jake luego se disculpa con Baja por no escuchar cuando ella se disculpó y los dos comienzan una relación. Mientras entrena con Roqua, Jake descubre la razón por la que él vive en el gimnasio: es un residente exiliado originario de Brasil, ya que cree que él es la razón que su hermano Joseph (el hijo favorito), fue asesinado y su padre lo había desheredado por eso.
Después de ser informado que Jake ha decidido no competir en el Beatdown, Ryan invita a Max a estar en su casa. Ahí, él comienza a entrenar con Max antes de golpearlo violentamente y dejándolo en la puerta de Jake. Jake y Baja llevan a Max al hospital donde Jake decide pelear y cuando Baja le ruega de no hacerlo, él dice que no hacer nada tiene sus consecuencias. 
Antes de ir al campeonato, tiene una breve discusión con Roqua sobre su decisión de pelear, pero Jake le dice que debe frenar a Ryan de una vez por todas y le aconseja a Roqua que debe luchar por el perdón de su padre.
Roqua eventualmente asiente y le dice que «controla el resultado» de la pelea; Jake se marcha y llega al campeonato donde está a punto de comenzar Después de un error donde Jake y Ryan casi pelean en la primera ronda, ambos proceden a pelear con sus oponentes. Jake llega a las semifinales, pero queda herido por la pelea anterior cuando su oponente le pisó el pecho lastimó sus costillas. Mientras Jake se recupera de la pelea, Baja lo ve y le dice que finalmente entiende que Jake está peleando «así no tiene que pelear de nuevo». Después de descubrir que Ryan fue descalificado en su combate semifinalista, Jake se retira de la pelea sin decir razón del por qué terminar.
Mientras él y Baja intentan irse, un furioso Ryan lo enfrenta y lo acusa a Jake de cobardía, pero este humilla a Ryan, diciéndole que él solo pelea para tener espectadores y que no tiene nada por lo que valga la pena enfrentarlo y le da la espalda. Inmediatamente, Ryan se enfurece por esto y lo ataca traicioneramente, los dos finalmente pelean afuera y la pelea dentro del evento es abandonada por los fanáticos luego de saber que Ryan y Jake combaten afuera. Jake se siente débil por la lesión de sus costillas, lo que permitió a Ryan tener ventaja al inicio de la pelea y comienza tratando de evitar los golpes de Ryan, pero sin ningún éxito pues este último logra limpiar el piso con el cuerpo malherido de Jake.
Finalmente, Ryan ataca las costillas de Jake y toma la ventaja estrangulando a Jake hasta casi matarlo, pero no parece importarle la situación, a pesar de que sus mismos amigos le suplican que suelte a Jake. Este recuerda finalmente el por qué realmente está peleando y escapa de su ataque. Con la multitud entera mirando, Jake toma la ventaja derribando a Ryan, aturdiéndolo de un golpe y luego, un Ryan evidentemente sorprendido es derrotado por Jake, utilizando una de las primeras combinaciones que Roqua le enseñó, ganando el combate y dejando a Ryan noqueado en el suelo frente a la mirada estupefacta de sus amigos y su novia.
Tiempo después, se ve a Max y a Jake llegar a los muelles, donde este último ve a Ryan con su grupo y Jake le hace una seña de reverencia, la cual Ryan corresponde haciendo notable que este ya le guarda mucho respeto a Jake. Por otro lado, Roqua cierra el gimnasio y se le ve con un pasaje a Brasil, lo que indica su intención de seguir el consejo de Jake de ir allá para reconciliarse con su padre.

## Reparto
- Sean Faris ... Jake Tyler
- Evan Peters ... Max Cooperman
- Amber Heard ... Baja Miller
- Cam Gigandet ... Ryan McCarthy
- Djimon Hounsou ... Jean Roqua
- Leslie Hope ... Margot Tyler
- Wyatt Smith ... Charlie Tyler

## Producción
La filmación tuvo lugar en el centro de Orlando, Sanford y Clermont, Florida. Todas las escenas en la escuela fueron grabadas en Cypress Creek High School excepto en la escena de fútbol al comienzo de la película, que fue grabada en East Ridge High School. Incluso hacen una referencia al equipo de la escuela en la escena de apertura cuando el anunciador dice, «The Knights necesitan una detención grande aquí.» El complejo de apartamentos en que Jake y su familia viven fue en Wellesley Apartaments detrás de Highwat 408. Las escenas de la casa de Ryan y Max fueron grabadas en «Street of Dreams» ubicado en Bella Collina cerca de Montverde, Florida. El título original de la película era «Get Some», pero ese título tenía sexuales connotaciones que los productores no les gustaba, entonces decidieron cambiarlo a Never Back Down.
El guionista Chris Hauty escribió la película cuando su hijo le mostró vídeos de varias peleas de secundaria posteada en YouTube, como también una que ocurrió en su escuela.

## Recepción

### Taquilla
La película debutó en 2729 cines en el número 3 con USD 8 603 194 en el primer fin de semana. Después de dos semanas en los cines, recaudó USD 18 890 093; y después de un mes la película recaudó USD 37 676 991 en todo el mundo.
La película cerró el 5 de junio de 2008, después de  ochenta y cuatro días en la taquilla estadounidense con 41,62 millones de dólares en todo el mundo contra un presupuesto de veinte millones de dólares.

### Críticas
La película ha recibido por lo general críticas negativas de los críticos de cine. Rotten Tomatoes le dio a la película un 23% basado en 84 comentarios. La película sin embargo fue un éxito en la juventud.

## DVD
El DVD fue lanzado el 29 de julio de 2008 y hasta ahora ha vendido 990 405 unidades, recaudando USD 18 495 324. Esto no incluye ventas de Blu-ray.

## Secuela
Ha sido estrenada en 2011 una secuela de Never Back Down llamada Never Back Down 2 con los actores Evan Peters, Alex Meraz y Jillian Murray, el luchador Scott Epstein y el cantante y actor Dean Geyer apareciendo en la película, con el actor Michael Jai White protagonizando y haciendo su primer debut direccional. También el 7 de junio de 2016 se estrenó  la tercera parte llamada Never Back Down: No Surrender que trata del regreso del entrenador de los jóvenes de la 2.ª entrega.

## Banda sonora
La siguiente es una lista de las canciones que aparecen en la película (enlistadas en orden de aparición)
1. "Above and Below" de The Bravery.
2. "Anthem for the Underdog" de 12 Stones.
3. "It's ok, but just this once!" de Gym Class Heroes).
4. "Teenagers" de My Chemical Romance.
5. "Someday" de Flipsyde.
6. "Wolf Like Me" de TV on the Radio.
7. "Under The Knife" de Rise Against.
8. "Full Circle" de Drowning Pool.
9. "Rock Star" de Chamillionaire & Lil Wayne.
10. "Be Safe" de The Cribs.
11. "My Generation" de Limp Bizkit.
12. "False Pretense" de The Red Jumpsuit Apparatus.
13. "Orange Marmalade" de Mellowdrone.
14. "You Are Mine" de MUTEMATH.
15. "Stronger" de Kanye West ft Daft Punk
16. "Crank That (Travis Barker Rock Remix)" de Soulja Boy Tell 'Em.
17. "The Slam" de TobyMac.
18. "Pain Redefined" de Disturbed.
19. "Time Won't Let Me Go" de The Bravery.
20. "…To Be Loved" de Papa Roach (utilizado durante el tráiler).
21. "Headstrong" de Trapt.